# Massospondylus
Massospondylus (/ˌmæs[invalid input: 'ɵ']ˈspɒnd[invalid input: 'ɨ']ləs/ mas-oh-SPON-di-ləs; từ tiếng Hy Lạp, μάσσων (massōn, "dài hơn") và σπόνδυλος (spondylos, "đốt sống")) là một chi khủng long dạng chân thằn lằn sống vào thời kỳ Jura sớm (200–183 triệu năm trước). Nó được mô tả bởi Sir Richard Owen năm 1854 từ những hóa thạch khai quật ở Nam Phi, và là một trong những chi khủng long đầu tiên được đặt tên. Hóa thạch hiện được phát hiện ở Nam Phi, Lesotho, và Zimbabwe. 